# UK-432,097
UK-432,097 je lek koji je razvila kompanija Pfizer za tretman hronične opstruktivne bolesti pluća, koji deluje kao potentan i selektivan agonist adenozinskog A2A receptora. Njegov razvoj je prekinut tokom kliničkih ispitivanja nakon što je manifestovao slabu efikasnost. Njegova visoka selektivnost ga je učinila veoma korisnim za detaljno mapiranje unutrašnje strukture A2A receptora.